# (72690) 2001 FX71
(72690) 2001 FX71 – planetoida z pasa głównego asteroid okrążająca Słońce w ciągu 5,41 lat w średniej odległości 3,08 j.a. Odkryta 19 marca 2001 roku.